# 자 (존칭)
자(子)는 중국 서주 이후 존귀한 사람을 뜻하는 존칭으로 사용되어 춘추 전국 시대 이후에 주로 사용되었으며, 노자, 공자, 맹자, 장자, 순자라는 명칭에 붙었다. 초기에는 유교나 성리학적인 학문 외에도 다양한 분야의 학문적 성취를 이룬 인물에게 자라는 존칭이 부여되었지만, 점차 후대로 갈수록 유교의 학문적 성취를 크게 이룩한 인물들에게 주로 붙여졌다. 

## 대상
중국 서주 이후 존귀한 사람을 뜻하는 존칭으로 사용되어 자작이거나, 제후의 자녀에게 붙이던 작위 칭호였지만 그밖에 학문적으로 큰 업적을 남긴 사람들에게도 이름을 함부로 부를수 없다 해서, 그의 본명 대신 성 뒤에 자를 붙이게 되었다.
서주시대 이후부터 쓰였지만 보편적으로 쓰이기 시작한 것은 춘추 시대와 전국 시대 이후였으며, 전한 시대에는 사용이 이미 정착되었다. 초창기에는 노자, 공자, 맹자, 장자, 순자 등 제자 백가들에게 붙여졌다.
그밖에도 공자의 수제자들 중에서도 공문10철로 불리는 10명에게도 특별히 자라는 칭호가 붙여졌는데, 그 중 공자가 유독 아낀 안회를 안자라 불렀고, 공자의 살아남은 애제자 중 가장 총애를 받던 증삼에게도 증자라는 칭호가 붙었다.
송나라 때의 학자인 주돈이(周敦頤) 또는 주염계(周濂溪)에게도 주자라는 칭호가 붙여졌는데 그 후대의 재전제자격인 주희(朱憙)를 주자(朱子)라 부르면서, 조선에서는 학문적 성취도를 주희를 더 높게 평가했던데다가 음자가 비슷하여 주희를 칭하는 주자라는 단어가 더 많이 통용되게 되었다. 정호와 정이에게도 정자라는 칭호가 붙여지고 2정자 라고 부르기도 했다.

### 한국
한국에 와서는 고려중기 안향이 유교를 보급한 이후 사용되었다. 그러나 안향에게는 자라는 호칭을 붙이려는 시도가 없었고, 일부 극소수는 동방에 성리학을 소개했다 하여 안향을 안자라고 존칭하기도 했다. 김종직에게 자라는 존칭을 붙이려 했지만 훈구세력의 반대 및 사림 내에서도 비판여론이 나타나 곧 수그러들었다. 조선 중기 이후 퇴계 이황에게 남인과, 북인 일부에서 이자(李子) 또는 이부자(李夫子)라 불렀지만 서인에서는 인정하지 않았다. 서인에서는 율곡 이이에게 이자(李子) 또는 이부자(李夫子)라 불렀지만 남인에서 이를 반대하고, 불교 승려 경력을 문제삼으면서 통용되지 못했다. 이이가 서모와 싸우고 홧김에 가출해서 불교승려가 되었다는 식의 낭설이 시중에 퍼지면서, 이이를 성인으로 추대하려는 시도는 실패하고 말았다.
조선 후기에는 노론과 소론이 김장생을 김부자, 김노자, 김집을 김자, 김부자 라고 존칭을 붙였지만 남인과 북인계열에서 子 대신 평범한 사람, 그 놈을 뜻하는 金老者, 金者라 부르며 조롱했다. 숙종 말기 이후에는 집권 노론에서 송시열을 송자라고 존칭을 불렀지만, 이때는 남인, 북인, 소론에서 宋者라 부르며 조롱했다. 영남의 일부 지역에서는 강아지에게 宋者라고 부르는 식으로 극단적으로 반발하였다.

## 풍자
작위에서 유래한 자(子)는 존칭의 의미를 담고 있다. 그러나 자(者)는 그 사람, 그 놈 정도로 격하시키는 의미가 있었다. 조선에 이르러서는 자신의 붕당의 학문적, 정신적, 이론적 토대를 쌓은 인물을 공자나 맹자, 주자와 같은 격의 성인으로 추대하려는 시도가 있었고, 반대 당에서는 이를 적극 반대하여 해당 인물의 결점, 단점을 지적하거나 조선 후기 예송 논쟁과 문묘 종사 사태 이후에는 도리어 자(者)라고 부르면서 조롱하였다.

## 같이 보기
- 유교
- 성리학
- 선생
- 사문난적
- 명의죄인